# (3811) Karma
(3811) Karma ist ein Asteroid des Hauptgürtels, der am 13. Oktober 1953 von der finnischen Astronomin Liisi Oterma in Turku entdeckt wurde.
Der Name des Asteroiden ist abgeleitet von dem spirituellen Konzept des Karma.